# Likicary
Likicary, ukrajinsky Лікіцари, slovensky Likičar, Likicary, maďarsky Kuruczvár, jsou částí obce Turyčky, v Turie-Remetské územní komunitě (hromadě), v okrese Užhorod, v Zakarpatské oblasti na Ukrajině. V roce 2025 zde žilo 54 obyvatel.

## Historie
Do uzavření Trianonské smlouvy byla ves součástí Uherska, poté součástí Československa. Od roku 1945 byla součástí Ukrajinské sovětské socialistické republiky, která byla součástí SSSR. Od roku 1991 je součástí nezávislé Ukrajiny. 

## Pamětihodnosti
- Dřevěna cerkev svatého Basilea Velikého, z poloviny 18. století, národní kulturní památka.[2]